# José Libardo Garcés Monsalve
José Libardo Garcés Monsalve (ur. 26 września 1967 w Aguadas) – kolumbijski duchowny katolicki, biskup Cúcuta od 2021.

## Życiorys
Święcenia kapłańskie otrzymał 27 listopada 1993 i został inkardynowany do archidiecezji Manizales. Pracował głównie jako duszpasterz parafialny, był także m.in. ekonomem i wychowawcą w seminarium w Mamizales oraz kanclerzem kurii.
29 czerwca 2016 papież Franciszek mianował go ordynariuszem diecezji Málaga-Soatá. Sakry biskupiej udzielił mu 1 września 2016 prefekt Kongregacji ds. Biskupów - kardynał Marc Ouellet.
4 października 2021 został mianowany ordynariuszem diecezji Cúcuta, zaś 20 listopada 2021 kanonicznie objął urząd.